# Miami Open 2014
Il Miami Open 2014 è stato un torneo di tennis che si è giocato su campi in cemento. È stata la 30ª edizione del Miami Open, che faceva parte della categoria ATP World Tour Masters 1000 nell'ambito dell'ATP World Tour 2014, e della categoria Premier Mandatory nell'ambito del WTA Tour 2014. Sia il torneo maschile sia quello femminile si sono giocati al Tennis Center at Crandon Park di Key Biscayne, vicino a Miami, dal 17 al 30 marzo 2014.

## Partecipanti ATP

### Teste di serie
| Nazionalità | Giocatore             | Ranking | Testa di serie* |
| ----------- | --------------------- | ------- | --------------- |
| Spagna      | Rafael Nadal          | 1       | 1               |
| Serbia      | Novak Đoković         | 2       | 2               |
| Svizzera    | Stan Wawrinka         | 3       | 3               |
| Spagna      | David Ferrer          | 4       | 4               |
| Svizzera    | Roger Federer         | 5       | 5               |
| Regno Unito | Andy Murray           | 6       | 6               |
| Rep. Ceca   | Tomáš Berdych         | 7       | 7               |
| Argentina   | Juan Martín del Potro | 8       | 8               |
| Francia     | Richard Gasquet       | 9       | 9               |
| Stati Uniti | John Isner            | 10      | 10              |
| Francia     | Jo-Wilfried Tsonga    | 11      | 11              |
| Canada      | Milos Raonic          | 12      | 12              |
| Germania    | Tommy Haas            | 13      | 13              |
| Italia      | Fabio Fognini         | 14      | 14              |
| Bulgaria    | Grigor Dimitrov       | 15      | 16              |
| Spagna      | Tommy Robredo         | 16      | 17              |
| Sudafrica   | Kevin Anderson        | 17      | 18              |
| Spagna      | Nicolás Almagro       | 18      | 19              |
| Polonia     | Jerzy Janowicz        | 19      | 20              |
| Giappone    | Kei Nishikori         | 20      | 21              |
| Lettonia    | Ernests Gulbis        | 21      | 22              |
| Ucraina     | Aleksandr Dolhopolov  | 22      | 23              |
| Francia     | Gaël Monfils          | 23      | 24              |
| Germania    | Philipp Kohlschreiber | 24      | 25              |
| Croazia     | Marin Čilić           | 25      | 26              |
| Francia     | Gilles Simon          | 26      | 27              |
| Canada      | Vasek Pospisil        | 27      | 28              |
| Spagna      | Fernando Verdasco     | 28      | 29              |
| Russia      | Dmitrij Tursunov      | 29      | 30              |
| Germania    | Florian Mayer         | 30      | 32              |
| Italia      | Andreas Seppi         | 31      | 33              |
| Spagna      | Feliciano López       | 32      | 34              |

* Ranking al 17 marzo 2014.

### Altri partecipanti
I seguenti giocatori hanno ricevuto una wild-card per il tabellone principale:
- Marcos Baghdatis
- Kyle Edmund
- Ryan Harrison
- Karen Chačanov
- Guido Pella

I seguenti giocatori sono passati dalle qualificazioni:

- Andrej Golubev
- Thiemo de Bakker
- Wang Yeu-tzuoo
- Paul-Henri Mathieu
- Malek Jaziri
- Alex Bogomolov Jr.
- Lukáš Lacko
- Aljaž Bedene
- David Goffin
- Jack Sock
- Steve Johnson
- Dominic Thiem

I seguenti giocatori sono entrati nel tabellone principale come Lucky loser:
- Benjamin Becker
- Dušan Lajović

## Partecipanti WTA

### Teste di serie
| Giocatrice               | Nazionalità | Testa di serie | Ranking* |
| ------------------------ | ----------- | -------------- | -------- |
| Serena Williams          | Stati Uniti | 1              | 1        |
| Li Na                    | Cina        | 2              | 2        |
| Agnieszka Radwańska      | Polonia     | 3              | 3        |
| Marija Šarapova          | Russia      | 4              | 5        |
| Angelique Kerber         | Germania    | 5              | 6        |
| Simona Halep             | Romania     | 6              | 7        |
| Jelena Janković          | Serbia      | 7              | 8        |
| Petra Kvitová            | Rep. Ceca   | 8              | 9        |
| Sara Errani              | Italia      | 9              | 10       |
| Dominika Cibulková       | Slovacchia  | 10             | 11       |
| Caroline Wozniacki       | Danimarca   | 11             | 12       |
| Ana Ivanović             | Serbia      | 12             | 13       |
| Roberta Vinci            | Italia      | 13             | 14       |
| Sabine Lisicki           | Germania    | 14             | 15       |
| Carla Suárez Navarro     | Spagna      | 15             | 16       |
| Samantha Stosur          | Australia   | 16             | 17       |
| Sloane Stephens          | Stati Uniti | 17             | 18       |
| Eugenie Bouchard         | Canada      | 18             | 19       |
| Kirsten Flipkens         | Belgio      | 19             | 20       |
| Flavia Pennetta          | Italia      | 20             | 21       |
| Anastasija Pavljučenkova | Russia      | 21             | 22       |
| Alizé Cornet             | Francia     | 22             | 23       |
| Ekaterina Makarova       | Russia      | 23             | 24       |
| Kaia Kanepi              | Estonia     | 24             | 26       |
| Sorana Cîrstea           | Romania     | 25             | 27       |
| Lucie Šafářová           | Rep. Ceca   | 26             | 28       |
| Klára Zakopalová         | Rep. Ceca   | 27             | 29       |
| Svetlana Kuznecova       | Russia      | 28             | 30       |
| Venus Williams           | Stati Uniti | 29             | 31       |
| Garbiñe Muguruza         | Spagna      | 30             | 32       |
| Daniela Hantuchová       | Slovacchia  | 31             | 34       |
| Elena Vesnina            | Russia      | 32             | 35       |

* Ranking al 3 marzo 2014.

### Altre partecipanti
Le seguenti giocatrici hanno ricevuto una wild-card per il tabellone principale:
- Casey Dellacqua
- Indy de Vroome
- Victoria Duval
- Anett Kontaveit
- Rebecca Peterson
- Nadia Petrova
- Heather Watson
- Aleksandra Wozniak

Le seguenti giocatrici sono entrate nel tabellone principale passando dalle qualificazioni:

- Kiki Bertens
- Zarina Dijas
- Donna Vekić
- Shahar Peer
- Virginie Razzano
- Patricia Mayr-Achleitner
- Nadežda Kičenok
- Ol'ga Govorcova
- Katarzyna Piter
- Estrella Cabeza Candela
- Kimiko Date-Krumm
- Coco Vandeweghe

La seguente giocatrice è entrata nel tabellone principale come Lucky loser:
- Jana Čepelová

## Punti
| Torneo              | V    | F   | SF  | QF  | 4T  | 3T | 2T   | 1T   | Q    | Q2   | Q1   |
| Singolare maschile  | 1000 | 600 | 360 | 180 | 90  | 45 | 25*  | 10   | 16   | 8    | 0    |
| Doppio maschile     | 1000 | 600 | 360 | 180 | 90  | 0  | N.D. | N.D. | N.D. | N.D. | N.D. |
| Singolare femminile | 1000 | 650 | 390 | 215 | 120 | 65 | 35*  | 10   | 30   | 20   | 2    |
| Doppio femminile    | 1000 | 650 | 390 | 215 | 120 | 10 | N.D. | N.D. | N.D. | N.D. | N.D. |

## Montepremi
Il montepremi complessivo è di $11.076.510.
| Torneo              | V        | F        | SF       | QF      | 4T      | 3T      | 2T      | 1T     | Q2     | Q1     |
| Singolare maschile  | $787 000 | $384 065 | $192 485 | $98 130 | $51 730 | $27 685 | $14 945 | $9 165 | $2 730 | $1 395 |
| Singolare femminile | $787 000 | $384 065 | $192 485 | $98 130 | $51 730 | $27 685 | $14 945 | $9 165 | $2 730 | $1 395 |
| Doppio maschile     | $257 860 | $125 850 | $63 070  | $32 140 | $16 950 | $9 070  | N.D.    | N.D.   | N.D.   | N.D.   |
| Doppio femminile    | $257 860 | $125 850 | $63 070  | $32 140 | $16 950 | $9 070  | N.D.    | N.D.   | N.D.   | N.D.   |

## Campioni

### Singolare maschile
Novak Đoković ha sconfitto in finale  Rafael Nadal per 6-3, 6-3.
- È il quarantatreesimo titolo in carriera per Đoković, il secondo della stagione e il quarto a Miami.

### Singolare femminile
Serena Williams ha sconfitto in finale  Li Na per 7-5, 6-1.
- È il cinquantanovesimo titolo in carriera per la Williams, il secondo della stagione e il suo settimo trionfo a Miami.

### Doppio maschile
Bob Bryan /  Mike Bryan hanno sconfitto in finale  Juan Sebastián Cabal /  Robert Farah per 7–6(8), 6-4.

### Doppio femminile
Martina Hingis /  Sabine Lisicki hanno sconfitto in finale  Ekaterina Makarova /  Elena Vesnina per 4-6, 6-4, [10-5].